# Ялтинские провизории
Я́лтинские провизо́рии, или временные вспомогательные марки, — временно применявшиеся знаки почтовой оплаты (провизории), которые выпускались Ялтинским городским производственно-техническим узлом связи (ПТУС) в сентябре—октябре 1993 года.

## Описание
Временные вспомогательные марки (провизории) Ялты отпечатаны незначительным тиражом, с помощью штемпельной краски на гуммированной бандерольной ленте двух типов — тёмно-коричневой и жёлто-коричневой. При этом использованы клише, которые были специально изготовлены для этих целей и применялись для надпечатывания конвертов, почтовых карточек и открыток. Выпуск включает 14 провизориев с различным рисунком и номиналами от 1 до 250 карбованцев.

## История
Провизории были введены в обращение Ялтинским ПТУС ввиду изменения почтовых тарифов и недостатка почтовых марок Украины, в дополнение к штемпелям переоценки, которые употреблялись с января 1992 года для надпечатывания конвертов, карточек и открыток.
Временные вспомогательные марки начали поступать в обращение со 2 сентября 1993 года и применялись для оплаты почтовых отправлений на почтамте и некоторых почтовых отделений Ялты до середины 1994 года. По мере израсходывания марок их тиражи допечатывались. Негашёные экземпляры этих марок не отпускались в свободную продажу.
В декабре 1993 года, в связи с увеличением почтовых тарифов, Ялтинским ПТУС были изготовлены клише с крупными номиналами (1800, 1900, 2000, 2500 и 3000 карбованцев), которые предназначались для перетарификации конвертов в дальнее зарубежье. Были изготовлены пробы марок с этими номиналами. Оттиски делались вручную чётным металлическим штампом на лентах желтовато-коричневой гуммированной бумаги. Однако пробы не были утверждены к тиражированию и марки указанных номиналов в обращении не были.

## Статус
Вскоре после выпуска вспомогательных почтовых марок на филателистических рынках стали появляться фальсификаты «под Ялту» иных рисунков и иных номиналов (500, 1000 и др.). В связи с этим ялтинский клуб коллекционеров направил запрос в городской ПТУС для выяснения обстоятельств подлинного выпуска.
Существует документ, удостоверяющий подлинность ялтинских провизориев, который представляет собой официальное письмо — ответ Ялтинского ПТУС от 22 апреля 1994 года на запрос Ялтинского клуба коллекционеров об использовании отделениями связи города Ялты временных вспомогательных марок. К письму прилагалась копия всех образцов данных марок, а также штемпелей переоценки.
| Письмо Ялтинского ПТУС от 22 апреля 1994 года с информацией о ялтинских провизориях | Письмо Ялтинского ПТУС от 22 апреля 1994 года с информацией о ялтинских провизориях | Письмо Ялтинского ПТУС от 22 апреля 1994 года с информацией о ялтинских провизориях |
| ----------------------------------------------------------------------------------- | ----------------------------------------------------------------------------------- | ----------------------------------------------------------------------------------- |
|                                                                                     |                                                                                     |                                                                                     |
| Страница 1 письма                                                                   | Страница 2 с образцами 31 штемпеля переоценки                                       | Страница 3 с образцами 14 временных вспомогательных марок                           |

В 1995 году информация о ялтинских провизориях была опубликована в журнале «Филателия», а в 2007 году — помещена в каталог-справочник «Провизорные выпуски Украины 1992—1999 гг.». Кроме того, ялтинские провизории вошли в каталог почтовых марок Украины 1918—2007 годов.
В то же время среди филателистов нет однозначного мнения относительно аутентичности временных вспомогательных марок Ялты, о чём свидетельствуют дискуссии на филателистических форумах.